# Alexander Milne
Alexander Milne (ur. 10 listopada 1806 w Invernesk House w Musselburghu, zm. 29 grudnia 1896 tamże) – brytyjski admirał.

## Życiorys
Jego rodzicami byli: David Milne, admirał, i jego żona Grace, córka Sir Alexandra Purvesa, baroneta. W 1817 wstąpił do Royal Naval College. W 1827 został kapitanem, w 1830 komandorem porucznikiem, a w 1839 komandorem. Służył przeważnie na północnym Atlantyku, na wodach Ameryki. Zasłużył się jako dowódca śledzący i przechwytujący statki transportujące niewolników. W 1858 został mianowany wiceadmirałem. W 1876 otrzymał tytuł baroneta.
W 1850 ożenił się z Euphemią, córką Archibalda Cochrana z Ashkirk w Roxburghshire. Miał z nią trójkę dzieci, dwie córki i syna, Archibalda Berkeleya Milne’a, który tak samo jak dziadek i ojciec został admirałem Royal Navy.